# Mokschan (Ort)
Mokschan (russisch Мокша́н) ist eine Siedlung städtischen Typs in der Oblast Pensa (Russland) mit 11.592 Einwohnern (Stand 14. Oktober 2010).

## Geographie
Die Siedlung liegt knapp 40 km nordwestlich des Oblastverwaltungszentrums Pensa zu beiden Seiten der Mokscha, eines rechten Nebenflusses der Oka.
Mokschan ist Verwaltungszentrum des gleichnamigen Rajons Mokschan. Die Siedlung ist auch Verwaltungssitz einer gleichnamigen Stadtgemeinde (gorodskoje posselenije), zu der weiterhin die zwei ländlichen Siedlungen Krasny Kordon und Krasnoje Polzo gehören.

## Geschichte
Bis in das 20. Jahrhundert galt als Gründungsjahr des Ortes das von Nikolai Karamsin angegebene Jahr 1535. Neuere Erkenntnisse ergaben jedoch, dass Mokschan als hölzerne Festung im Verlauf der 1676 begonnenen Pensaer Verhaulinie spätestens 1679 entstand. Der Ort wurde nach dem Fluss benannt; zeitweise waren auch die Namensformen Mokschansk und Mokschany in Gebrauch.
Zunächst galt Mokschan als „Vorstadt“ von Pensa, später wurde es selbständig. Ab 1708 wurde es als Stadt des Gouvernements Kasan geführt, ab 1780 als Verwaltungssitz eines Ujesds der Statthalterschaft Pensa. 1798 verlor es kurzfristig diese Verwaltungsfunktion, erhielt sie aber mit der Neuschaffung des Gouvernements Pensa 1801 erneut.
Im Rahmen der Verwaltungsreform nach Gründung der Sowjetunion wurde der Ujesd Mokschan aufgelöst und der Ort verlor das Stadtrecht. 1928 wurde das nunmehrige Dorf Mokschan Verwaltungssitz des neugeschaffenen, gleichnamigen Rajons. 1960 erhielt es den Status einer Siedlung städtischen Typs.

### Bevölkerungsentwicklung
| Jahr | Einwohner |
| ---- | --------- |
| 1795 | 3.791     |
| 1897 | 10.044    |
| 1939 | 7.024     |
| 1959 | 6.260     |
| 1970 | 8.672     |
| 1979 | 10.357    |
| 1989 | 11.035    |
| 2002 | 11.808    |
| 2010 | 11.592    |

Anmerkung: ab 1897 Volkszählungsdaten

## Sehenswürdigkeiten
Das Zentrum von Mokschan bildet ein relativ gut erhaltenes Ensemble von Profan- und Kirchengebäuden, wie es für eine russische Provinzkleinstadt des ausgehenden 19. Jahrhunderts üblich war. Dazu gehören die Erzengel-Michael-Kirche (церковь Михаила Архангела, zerkow Michaila Archangela) von 1817 bis 1825 sowie die Epiphanias-Kirche (церковь Богоявления Господня, zerkow Bogojawlenija Gospodnja) von 1893 bis 1908. Beim Ort wurde ein Teil der hölzernen Befestigungen aus dem 17. Jahrhundert mit Wachturm nachgebaut.
Seit 1977 existiert in Mokschan ein Gedenkmuseum für den im Dorf Bogorodskoje (etwa 5 km westlich) des Ujesds Mokschan geborenen Schriftsteller Alexander Malyschkin (1892–1938).

## Wirtschaft und Infrastruktur
Mokschan liegt inmitten eines Landwirtschaftsgebietes. Es gibt verschiedene Betriebe der Lebensmittelindustrie sowie der Forstwirtschaft.
Durch den Ort verläuft die Fernstraße M5, die von Moskau nach Pensa und weiter nach Tscheljabinsk in Ural führt. Die nächstgelegenen Bahnstationen sind Simanschtschina (beim Dorf Netschajewka) und Ramsai (beim gleichnamigen Dorf) an der Strecke Rjaschsk – Pensa – Sysran, beide etwa 20 km in südwestlicher bzw. südöstlicher Richtung von Mokschan entfernt.